# Daniel Valladares
Daniel Valladares es un músico chileno, integrante de la banda Ortiga. Él fue también entre 1992 y 2004 uno de los miembros de la banda Quilapayún en Francia.

## Carrera musical
Valladares integra la banda Ortiga hasta hoy, y durante algunos años integró la banda chilena Quilapayún, enFrancia,. Daniel había participado a principios de la década de 1970 en un taller musical dictado por la misma banda en Santiago de Chile, y se integra junto con Patricio Castillo en reemplazo de Carlos Quezada y Ricardo Venegas al Quilapayun de Francia, dirigido por Rodolfo Parada y Patricio Wang.

Daniel participó en la grabación de un álbum oficial de Quilapayún: Al horizonte, del año 1999 y CD y DVD (Quilapayun A Palau), concierto en vivo en Barcelona el 29 de enero de 2003.

## Discografía
```
En Ortiga
1976 LP Origa 1 (Sello ALERCE)
1978 Cantata de los Derechos Humanos (Arzobispado de Santiago)
1978 Ortiga, Tu Cantar (Sello MOVIPLAY, España)
1979 LP Ortiga 2 (Sello ALERCE)
1979 LP Ortiga Canción de la Esperanza (Sello Metronome, Dinamarca)
1984 LP Ortiga En Este Lugar (Sello Plaene, Alemania)
1986 LP Ortiga ENRONDA (Sello Plaene, Alemania)
1992 CD Lo Mejor de Ortiga (Sello ALERCE)
1995 CD Ortiga, Cantando al Sol (Sello Plaene, Alemania)
2000 CD Ortiga, Fuego Azul (Warner Special Marketing, Alemania)
2000 CD Ortiga, Ilumbarada (CD, Single, Promo) (Warner Special Marketing)
2000 CD Ortiga, Ilumbarada ( Warner Music Poland, Polonia)
```

En Quilapayún
- 1999 - Al horizonte

```
2003 Quilapayun A Palau, Bacelona
```